# Encinasola de los Comendadores
Encinasola de los Comendadores is een gemeente in de Spaanse provincie Salamanca in de regio Castilië en León met een oppervlakte van 33,74 km². Encinasola de los Comendadores telt 184 inwoners (1 januari 2016).

## Demografische ontwikkeling
Bron: INE, 1857-2011: volkstellingen